# Кайрево
Ка́йрево (тат. Кайрево) — село в Буинском районе Республики Татарстан России. Входит в состав Альшиховского сельского поселения.

## География
Село находится в юго-западной части Татарстана, в зоне хвойно-широколиственных лесов, в пределах восточной окраины Приволжской возвышенности, на правом берегу реки Карлы, при автодороге 16К-0612, в 15 км к западу от города Буинска, административного центра района. Абсолютная высота — 87 метров над уровнем моря.

### Климат
Климат характеризуются как умеренно континентальный, с умеренно холодной продолжительной зимой и тёплым летом. Среднегодовая температура воздуха составляет 3,9 °С. Средняя температура воздуха самого холодного месяца (января) — −11,1 °C (абсолютный минимум — −48 °C); самого тёплого месяца (июля) — 19,3 °C (абсолютный максимум — 39 °C). Безморозный период длится 125—130 дней. Среднегодовое количество атмосферных осадков составляет 483,1 мм, из которых около 345 мм выпадает в период с апреля по октябрь.

### Часовой пояс
Село Кайрево, как и весь Татарстан, находится в часовой зоне МСК (московское время). Смещение применяемого времени относительно UTC составляет +3:00.

## История
Основано в 1675 году. В дореволюционных источниках упоминается также под названием Спасское, Ягодное. 
До отмены крепостного права жители относились к категории помещичьих крестьян. Основные занятия жителей в этот период — земледелие и скотоводство, были распространены слесарный, портняжный промыслы, мелочная торговля.
В начале XX века действовали земская школа и мельница. В этот период земельный надел сельской общины составлял 1367,7 десятины.
До 1920 года село входило в Рунгинскую волость Буинского уезда Симбирской губернии. С 1920 года составе Буинского кантона ТАССР. С 10 августа 1930 года в Буинском районе.
В 1919 году в селе была организована первая сельхозартель «Огонек». В 1930 — первый колхоз, с 1994 года Ассоциация крестьянских хозяйств «Память Ленина», с 2004 года ООО «Нива», с 2013 года ООО «Ак Барс Буинск».

## Население
| 1859 | 1879 | 1897 | 1911 | 1913 | 1920 | 1926 | 1938 | 1949 | 1958 | 1970 | 1979 | 1989 | 2002 | 2010 | 2015 |
| ---- | ---- | ---- | ---- | ---- | ---- | ---- | ---- | ---- | ---- | ---- | ---- | ---- | ---- | ---- | ---- |
| 835  | 1086 | 1195 | 1287 | 1549 | 1092 | 1053 | 562  | 310  | 166  | 143  | 113  | 46   | 60   | 39   | 23   |

### Национальный состав
Согласно результатам переписи 2002 года, в национальной структуре населения татары составляли 80 %.

## Экономика
Жители работают преимущественно в ООО «Ак Барс Буинск», занимаются полеводством, молочным скотоводством.

## Инфраструктура
В селе действует клуб.